# Округ Осејџ (Оклахома)
Округ Осејџ (енгл. Osage County) је округ у америчкој савезној држави Оклахома.

## Демографија
По попису из 2010. године број становника је 47.472, што је 3.035 (6,8%) становника више него 2000. године.
| Група             | 2000.          | 2010.          |
| Белци             | 29.380 (66,1%) | 30.709 (64,7%) |
| Афроамериканци    | 4.817 (10,8%)  | 5.401 (11,4%)  |
| Азијати           | 103 (0,2%)     | 133 (0,3%)     |
| Хиспаноамериканци | 940 (2,1%)     | 1.366 (2,9%)   |
| Укупно            | 44.437         | 47.472         |